# クロンキスト体系
クロンキスト体系（クロンキストたいけい、Cronquist system）は、1980年代にアーサー・クロンキストが提唱した、被子植物の分類体系である。1990年代にAPG体系が登場するまでは最新の分類体系だったが、21世紀の現在では旧分類である。

## 登場の背景
カール・フォン・リンネの時代の分類は形態分類であったが、現代の分類体系では、進化を考慮した系統的関係による分類がほぼすべての分類学者にも支持されている。
本体系以前の主流の植物分類の新エングラー体系では、単純な構造を持つ花を原始的な形態と判断し、そこから複雑な構造の花が進化したものとして植物分類群を系統的に配列分類する。エングラーの体系は直感的に分かりやすいため、市販の植物図鑑等で今でもよく使われ、高校までの教科書の記述で参考とされる体系もこれである。

## ストロビロイド説
1980年代に提唱されたクロンキスト体系では、ストロビロイド説を採用する。ストロビロイド説は単純な構造を出発点とするのではなく、「花被・おしべ・めしべ等が多数に軸の周りを螺旋状に配列している両性花を出発点とし、この原始的被子植物から種々の植物群が進化した」とする仮説である。単純な構造の尾状花序群などは、原始的被子植物の構造の一部が退化して生成したとする。
この分類体系では、原始的被子植物の形態的特徴をもっともよく保存しているモクレンの仲間を最初に配列する。
逆に双子葉植物の最後に位置するのは、もっとも進化した形態特徴をもつとされるキクの仲間である。
ストロビロイド説を支持する植物分類学者は多かったが、被子植物の系統には種々の学説があったため、クロンキストが唯一の体系だったわけではない。

## クロンキスト以後
1990年代以降は、DNA解析による分子系統学が大きく発展してきた。解析による知見をもとに植物の分類体系も、さらに見直された。
特に葉緑体DNAの解析から、被子植物の分岐を調査する研究は近年飛躍的に進み、新しい知見は被子植物系統グループ (Angiosperm Phylogeny Group; APG) に集約されている。旧説のクロンキスト体系は現在も広く使われているものの、学術先端分野ではAPG植物分類体系に移行した。

## クロンキスト体系
本体系によるモクレン門（被子植物門）Magnoliophyta の分類（目以上）は以下のとおり。

### モクレン綱（双子葉植物綱）Magnoliopsida

#### モクレン亜綱 |Magnoliidae
- モクレン目 Magnoliales
- クスノキ目 Laurales
- コショウ目 Piperales
- ウマノスズクサ目 Aristolochiales
- シキミ目 Illiciales
- スイレン目 Nymphaeales
- キンポウゲ目 Ranunculales
- ケシ目 Papaverales

#### マンサク亜綱 Hamamelidae
- ヤマグルマ目 Trochodendrales
- マンサク目 Hamamelidales
- ユズリハ目 Daphniphyllales
- ディディメレス目 Didymelales
- トチュウ目 Eucommiales
- イラクサ目 Urticales
- レイトネリア目 Leitneriales
- クルミ目 Juglandales
- ヤマモモ目 Myricales
- ブナ目 Fagales
- モクマオウ目 Casuarinales

#### ナデシコ亜綱 Caryophyllidae
- ナデシコ目 Caryophyllales
- タデ目 Polygonales
- イソマツ目 Plumbaginales

#### ビワモドキ亜綱 Dilleniidae
- ビワモドキ目 Dilleniales
- ツバキ目 Theales
- アオイ目 Malvales
- サガリバナ目 Lecythidales
- ウツボカズラ目 Nepenthales
- スミレ目 Violales
- ヤナギ目 Salicales
- フウチョウソウ目 Capparales
- バティス目 Batales
- ツツジ目 Ericales
- イワウメ目 Diapensiales
- カキノキ目 Ebenales
- サクラソウ目 Primulales

#### バラ亜綱 Rosidae
- バラ目 Rosales
- マメ目 Fabales
- ヤマモガシ目 Proteales
- カワゴケソウ目 Podostemales
- アリノトウグサ目 Haloragales
- フトモモ目 Myrtales
- ヒルギ目 Rhizophorales
- ミズキ目 Cornales
- ビャクダン目 Santalales
- ラフレシア目 Rafflesiales
- ニシキギ目 Celastrales
- トウダイグサ目 Euphorbiales
- クロウメモドキ目 Rhamnales
- アマ目 Linales
- ヒメハギ目 Polygalales
- ムクロジ目 Sapindales
- フウロソウ目 Geraniales
- セリ目 Apiales

#### キク亜綱 Asteridae
- リンドウ目 Gentianales
- ナス目 Solanales
- シソ目 Lamiales
- アワゴケ目 Callitrichales
- オオバコ目 Plantaginales
- ゴマノハグサ目 Scrophulariales
- キキョウ目 Campanulales
- アカネ目 Rubiales
- マツムシソウ目 Dipsacales
- カリケラ目 Calycerales
- キク目 Asterales

### ユリ綱（単子葉植物綱）Liliopsida

#### オモダカ亜綱 Alismatidae
- オモダカ目 Alismatales
- トチカガミ目 Hydrocharitales
- イバラモ目 Najadales
- ホンゴウソウ目 Triuridales

#### ヤシ亜綱 Arecidae
- ヤシ目 Arecales
- パナマソウ目 Cyclanthales
- タコノキ目 Pandanales
- サトイモ目 Arales

#### ツユクサ亜綱 Commelinidae
- ツユクサ目 Commelinales
- ホシクサ目 Eriocaulales
- サンアソウ目 Restionales
- イグサ目 Juncales
- カヤツリグサ目 Cyperales
- ヒダテラ目 Hydatellales
- ガマ目 Typhales

#### ショウガ亜綱 Zingiberidae
- パイナップル目 Bromeliales
- ショウガ目 Zingiberales

#### ユリ亜綱 Liliidae
- ユリ目 Liliales
- ラン目 Orchidales